# Tagalog
Tagalog är ett centralfilippinskt språk i den austronesiska språkfamiljen. Tagalog är modersmål för cirka 20 miljoner människor, eller ungefär 25 % av den filippinska befolkningen. Den standardiserade variant av språket som är officiellt språk på Filippinerna kallas för filipino. Språket talas också mycket i delstaten Hawaii där tagalog är det näst mest talade språk efter engelska. Språket talas av över 58 000 människor i delstaten.
Tagalog är nära släkt med de språk som talas i regionerna Bicol och Visayas, till exempel bikol, hiligaynon, waray-waray och cebuano. Språket har influerats i hög grad av spanska, minnan, engelska, malajiska, sanskrit (via malajiska), arabiska (via malajiska/spanska) samt nordfilippinska språk som  kapampangan. Fram till slutet av 1800-talet skrevs tagalog med ett eget skriftspråk, baybayin (ibland kallat tagalogskrift). Numera används dock det latinska alfabetet.

## Fonologi
Tagalog har 21 fonem: 16 konsonanter och fem vokaler. Språket har en relativt enkel stavelsestruktur. Varje stavelse måste innehålla åtminstone en konsonant och en vokal.

### Vokaler
Innan spanjorerna anlände till Filippinerna hade tagalog tre vokalfonem: /a/, /i/ och /u/. Med introducerandet av spanska lånord utökades detta till fem vokalfonem.
Dessa är:
- /a/ en öppen främre orundad vokal som "tall"
- /ɛ/ en mellanöppen främre orundad vokal som "rätt"
- /i/ en sluten främre orundad vokal som "vi"
- /o/ en mellansluten bakre rundad vokal som  "bål"
- /u/ en sluten bakre orundad vokal som "fot"

Det finns fyra diftonger: /aɪ/, /oɪ/, /aʊ/ och /iʊ/.

#### Allofoner
- /a/ höjs något i obetonad position.
- Obetonat /i/ uttalas vanligen [ɪ] som svenskans "sill"
- I ordfinal position kan /i/ uttalas som [ɪ ~ i] eller [ɛ].
- /e/ och /o/ uttalas ibland som [i ~ ɪ] och [u ~ ʊ]
- Obetonat /u/ uttalas vanligen [ʊ] som svenskans "bott"
- Diftongen /aɪ/ i början eller mitten av ord kan också uttalas [e ~ ɛ ~ eɪ]
- Diftongen /aʊ/ i början eller mitten av ord kan också uttalas [o ~ ɔ]

### Konsonanter
Nedanför finns en tabell över konsonanterna i tagalog. Alla klusiler är oaspirerade. Den velara nasalen förekommer i alla positioner i stavelsen, inklusive initial position.
|             |             | Bilabial | Dental / Alveolar | Palatal        | Velar  | Glottal |
| Klusiler    | Tonlös      | p        | t                 |                | k      | - [ʔ]   |
| Klusiler    | tonande     | b        | d                 |                | g      |         |
| Affrikator  | Tonlös      |          |                   | (ts, tiy) [tʃ] |        |         |
| Affrikator  | tonande     |          |                   | (diy) [dʒ]     |        |         |
| Frikativor  | Frikativor  |          | s                 | (siy) [ʃ]      |        | h       |
| Nasaler     | Nasaler     | m        | n                 |                | ng [ŋ] |         |
| Lateraler   | Lateraler   |          | l                 |                |        |         |
| Flappar     | Flappar     |          | r                 |                |        |         |
| Halvvokaler | Halvvokaler | w        |                   | y              |        |         |

#### Allofoner
- /k/ tenderar att frikativiseras till [x] mellan vokaler, som tyskans "bach"
- /ɾ/ och /d/ var tidigare allofoner, och kan tidvis fortfarande fungera som alternativa uttal.
- En glottal klusil i ordfinal position utesluts ofta när detta ord förekommer mitt i en mening.

### Betoning
Betoning är fonemisk i tagalog. Huvudbetoning ligger på antingen den sista eller den nästsista (penultima) stavelsen i ett ord. En vokal förlängs om den får primär eller sekundär betoning förutom när det är den sista stavelsen i ett ord som betonas.